# Polystemonanthus
Polystemonanthus là một chi thực vật có hoa trong họ Đậu.